# Colección Arqueológica de Mélanes
La Colección Arqueológica de Mélanes o Colección Arqueológica de Kurunojori es una colección o museo de Grecia ubicado en la isla de Naxos, situada en el archipiélago de las Cícladas. 
Esta colección contiene piezas procedentes de un antiguo santuario y del antiguo acueducto de Naxos, una excelente obra de ingeniería que estuvo en uso entre los siglos VI a. C y VIII d. C. Entre ellas se encuentran piezas de cerámica, elementos arquitectónicos y fragmentos de las canalizaciones de agua.